# Jahorlyzkyj-Bucht
Die Jahorlyzkyj-Bucht (ukrainisch Ягорлицька затока/Jahorlyzka satoka) ist eine flache Bucht an der ukrainischen Schwarzmeer-Küste.
Die Bucht befindet sich zwischen der Kinburn-Halbinsel im Norden und der Halbinsel Jahorlyzkyj Kut (Ягорлицький Кут) im Süden. Vom offenen Meer im Westen wird sie zum Teil durch die zwei kleinen Inseln Lange Insel (Довгий острів) und Runde Insel (Круглий острів), die früher den südlichen Teil der Kinburn-Nehrung bildeten, getrennt.
Die Bucht ist Teil des Biosphärenreservat Schwarzes Meer und ein Ramsar-Gebiet im Süden der Ukraine. Sie ist 26 km lang, bis zu 15 km breit und 5 Meter tief. Im Nordwesten grenzt die Jahorlyzkyj-Bucht an die Oblast Mykolajiw und im Nordosten, Osten und Süden an die Oblast Cherson.
Eine Expedition des Instituts für Unterwasser-Kulturerbe (vom Institut für Archäologie der Nationalen Akademie der Wissenschaften der Ukraine) fand 2008 am Grund der Bucht Überreste einer 2700 Jahre alten griechischen Siedlung.

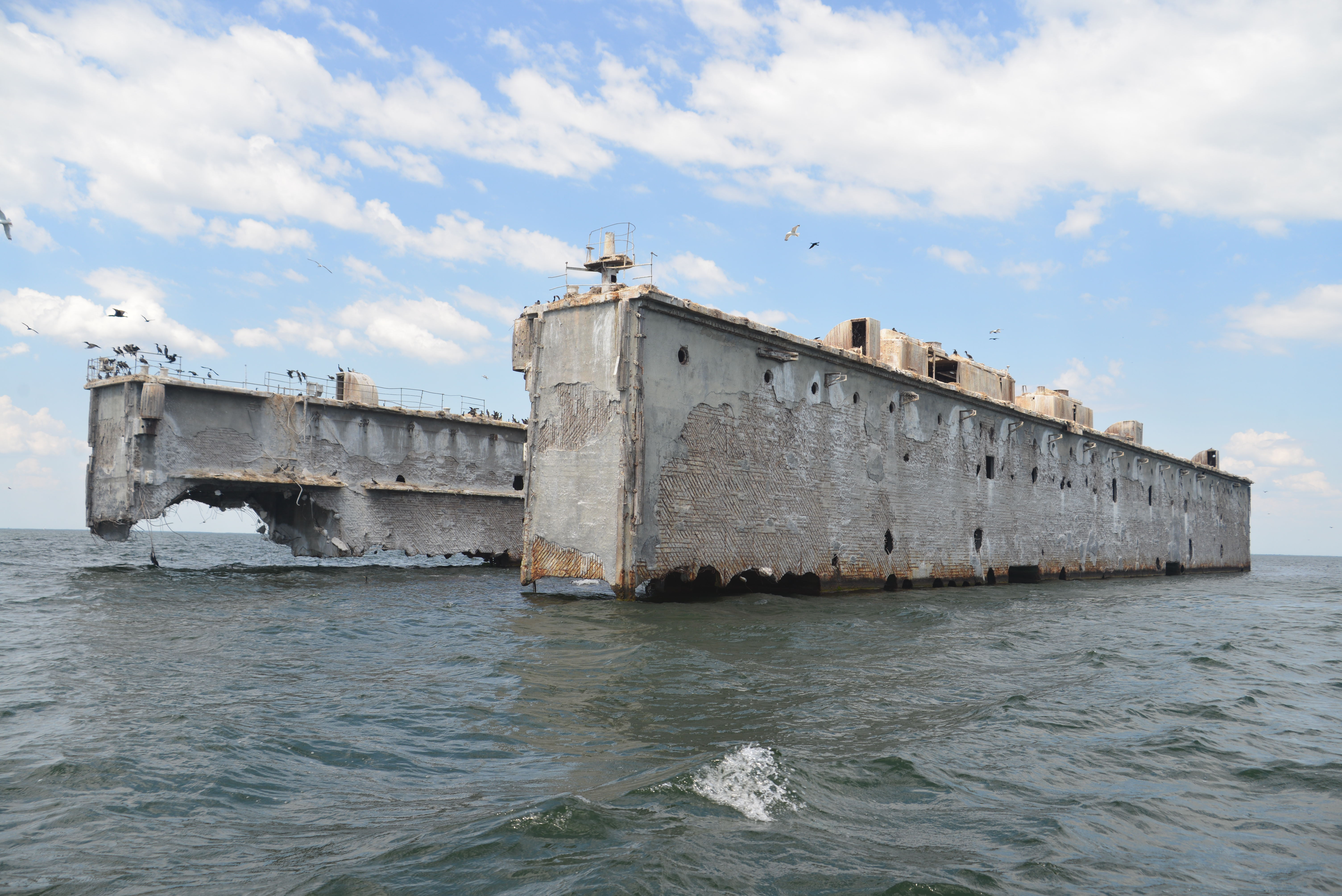
Andockstelle in der Bucht